# ヴォロディミル・シェペレフ
ヴォロディミル・シェペレフ（Volodymyr Shepelyev, 1997年6月1日 - ）は、ウクライナ・オデッサ州アルテストーブ出身のサッカー選手。FCディナモ・キーウ所属。ポジションはミッドフィールダー。

## 経歴

### クラブ
2004年にFCチョルノモレツ・オデッサのユースチームに加入し、2010年にFCディナモ・キーウのユースチームに移籍した。チョルノモレツ・オデッサではセルゲイ・フシェフが、ディナモ・キエフではパブロ・キコットが最初の監督だった。2012-13シーズン(U-16)、2013-14シーズン(U-17)、2015-16シーズン(U-19、U-21)には、チームはウクライナのユースチャンピオンになった。2015-16シーズンは、UEFAユースリーグで7試合に出場した。
2014年からディナモ・キエフのセカンドチームで起用されていたが、2017年2月25日、ウクライナ・プレミアリーグのFCゾリャ・ルハーンシクにフル出場し、トップチームデビューを果たした。2016-17シーズンのウクライナ・カップではシャフタール・ドネツクに敗れた決勝を含めて2試合に出場した。
2017-18シーズン、リーグ開幕戦の古巣チョルノモレツ・オデッサ戦でプロ初ゴールを挙げた。その後、UEFAチャンピオンズリーグ予選のBSCヤングボーイズ戦でチャンピオンズリーグ初出場を果たした。UEFAヨーロッパリーグでは、プレーオフのCSマリティモ戦で初出場を果たした。
2018-19シーズンは、リーグ戦で24試合に先発出場し、ベスト16まで進出したUEFAヨーロッパリーグでは10試合の内、出場停止の1試合のみの欠場とレギュラーに成長した。2019-20シーズンの初め、UEFAチャンピオンズリーグ予選のクラブ・ブルッヘ戦、国際大会での初ゴールを挙げたが、チームはチャンピオンズリーグ本選の進出できなかった。シーズンが進むにつれて、リーグ戦やヨーロッパリーグの試合のほとんどで先発出場するようになった。2020年7月、ウクライナカップ決勝のFCヴォルスクラ・ポルタヴァ戦ではPK戦にの直前に交代させられたものの、チームはウクライナカップを制した。
2020-21シーズンはレギュラーの座を失い、リーグ戦9試合の先発出場に留まった。ウクライナカップでも準決勝のみの出場だったものの、欧州カップ戦では9試合に出場した。

### 代表
2017年6月6日、グラーツのメルクール・アレーナで行われたマルタ代表との親善試合でウクライナ代表デビューを果たした。

## タイトル

### クラブ
FCディナモ・キエフ
- ウクライナ・スーパーカップ : 2018, 2019
- ウクライナ・カップ : 2019-20, 2020-21
- ウクライナ・プレミアリーグ : 2020-21